# 汪立信
汪立信（?—1275年8月19日），字诚甫，号紫源。南宋安丰军六安（今属安徽）人。
汪澈从孙。淳祐七年（1247年）张渊微榜进士，得宋理宗赏识：“此帅才也”，授乌江簿、知桐城县、判建康荆湖制置使。景定三年（1262年）改知江州。咸淳九年（1273年）任京湖安抚制置使。恭宗德佑乙亥（1275年），为江淮招讨使，募兵抗元，見時局已非，扼喉而卒。
后来伯颜攻破建康，说如果汪立信能被任用，自己就不能到此。

## 延伸阅读
[在维基数据编辑]
 《宋史·卷416》，出自脱脱《宋史》